# 2016 FW58
2016 FW58 ist ein Asteroid, der zu den Transneptunischen Objekten zählt und am 28. März 2016 am Cerro Tololo Inter-American Observatory östlich von La Serena in Chile (IAU-Code W84) entdeckt wurde.